# Ikimono Gakari
Ikimono Gakari (jap. いきものがかり) ist eine dreiköpfige japanische Rockband, die sich 1999 gründete und bis zum März 2006 im Independent Bereich tätig war. Heute stehen sie bei Epic Japan Records unter Vertrag.

## Werdegang
Yoshiki Mizuno und Hotaka Yamashita gründeten Ikimono Gakari im Februar 1999 in der Präfektur Kanagawa und erbrachten in ihrer ersten Zeit hauptsächlich Straßenauftritte. Im Dezember kam Kiyoe Yoshioka hinzu und wurde Frontsängerin. Ein Jahr später wurde die Band aufgelöst, da alle Mitglieder neben ihrem Studium keine Zeit mehr aufbringen konnten. Nach dem Abschluss wurde die Band im März 2002 neu formiert. Sie veröffentlichte ihre ersten drei Mini-Alben unter einem Independent-Label, bis sie im März 2006 mit ihrer eigentlichen Debütsingle SAKURA auf den Markt kam. Das Lied wurde für Werbespots der NTT East im Fernsehen genutzt.
Die Band erlebte nach ihrem Major Debüt einen steilen Aufstieg. Die drei sind mittlerweile in vielen Bereichen tätig und liefern Musik zu Serien und Filmen. Als erstes steuerten sie 2010 unter anderem das Titellied zum Film Toki o Kakeru Shōjo (時をかける少女) bei und kurz darauf lieferten sie ein weiteres Lied zu der Serie Gegege no Nyoubou (ゲゲゲの女房).
Sie sangen außerdem das dritte und fünfte Intro für Naruto Shippuden.
Nach der Veröffentlichung (Winter 2010) ihres ersten Best-of Albums, das sich über eine Million Mal verkaufte, gab die Band bekannt, dass sie für sechs Monate oder länger eine Pause einlegen würden, da sie nach ihren hektischen Terminplänen in den vergangenen Jahren dringend eine Pause benötigten. Die Pause dauerte schlussendlich bis Juli 2011.
Am 5. Januar 2017 gab die Gruppe bekannt, dass sie ihre Gruppenaktivitäten mit sofortiger Wirkung beenden. Diese weitere Pause wurde am 2. November 2018 beendet. Nach eigenen Angaben brauchten die Mitglieder eine Auszeit, um ihre eigenen Ziele zu verfolgen.

## Diskografie

### Alben
| Jahr | Titel                                                      | Höchstplatzierung, Gesamtwochen, AuszeichnungChartsChartplatzierungen (Jahr, Titel, Platzierungen, Wochen, Auszeichnungen, Anmerkungen) | Anmerkungen                                                  |
| Jahr | Titel                                                      | JP | Anmerkungen                                                  |
| ---- | ---------------------------------------------------------- | --- | ------------------------------------------------------------ |
| 2003 | Makoto ni Senetsu Nagara First Album wo Koshiraemashita... | — | Erstveröffentlichung: 25. August 2003                        |
| 2004 | Shichishoku Konnyaku                                       | — | Erstveröffentlichung: 28. August 2004                        |
| 2005 | Jinsei Sugorokudabe.                                       | — | Erstveröffentlichung: 25. Mai 2005                           |
| 2007 | Sakura Saku Machi Monogatari                               | JP4 Platin · (148 Wo.)JP | Erstveröffentlichung: 7. März 2007 Verkäufe: + 250.000       |
| 2008 | Life Album                                                 | JP2 Platin · (73 Wo.)JP | Erstveröffentlichung: 13. Februar 2008 Verkäufe: + 250.000   |
| 2008 | My Song, Your Song                                         | JP1 ×2Doppelplatin · (90 Wo.)JP | Erstveröffentlichung: 24. Dezember 2008 Verkäufe: + 500.000  |
| 2009 | Hajimari no Uta                                            | JP1 ×2Doppelplatin · (49 Wo.)JP | Erstveröffentlichung: 23. Dezember 2009 Verkäufe: + 561.957  |
| 2010 | Ikimonobakari ~Members BEST Selection~                     | JP1 Diamant · (219 Wo.)JP | Erstveröffentlichung: 3. November 2010 Verkäufe: + 1.394.949 |
| 2012 | Newtral                                                    | JP1 ×2Doppelplatin · (43 Wo.)JP | Erstveröffentlichung: 29. Februar 2012 Verkäufe: + 500.000   |
| 2012 | Balladon                                                   | JP1 Platin · (81 Wo.)JP | Erstveröffentlichung: 19. Dezember 2012 Verkäufe: + 250.000  |
| 2013 | I                                                          | JP1 Platin · (36 Wo.)JP | Erstveröffentlichung: 24. Juli 2013 Verkäufe: + 250.000      |
| 2014 | Fun! Fun! Fanfare!                                         | JP1 Gold · (31 Wo.)JP | Erstveröffentlichung: 24. Dezember 2014 Verkäufe: + 100.000  |
| 2016 | Chō Ikimono Bakari~Tennen Kinen Members Best Selection~    | JP1 Platin · (133 Wo.)JP | Erstveröffentlichung: 15. März 2016 Verkäufe: + 250.000      |
| 2019 | We Do                                                      | JP2 Gold · (23 Wo.)JP | Erstveröffentlichung: 25. Dezember 2019 Verkäufe: + 100.000  |
| 2021 | Who?                                                       | JP4 (16 Wo.)JP | Erstveröffentlichung: 31. März 2021                          |
| 2023 | ○                                                          | JP5 (19 Wo.)JP | Erstveröffentlichung: 13. Dezember 2023                      |

### Singles
| Jahr | Titel Album                                                                                | Höchstplatzierung, Gesamtwochen, AuszeichnungChartsChartplatzierungen (Jahr, Titel, Album, Platzierungen, Wochen, Auszeichnungen, Anmerkungen) | Anmerkungen |
| Jahr | Titel Album                                                                                | JP | Anmerkungen |
| ---- | ------------------------------------------------------------------------------------------ | --- | --- |
| 2006 | Sakura Sakura Saku Machi Monogatari                                                        | JP17 ×3Gold + Dreifachplatin (Digital) · (31 Wo.)JP                                                                                            | Erstveröffentlichung: 15. März 2006 · Verkäufe: + 1.250.000 · + JP: ×2Doppelplatin (Klingelton)                                                                                      |
| 2006 | Hanabi Sakura Saku Machi Monogatari                                                        | JP5 Gold + Gold (Mobile Downloads) · (9 Wo.)JP                                                                                                 | Erstveröffentlichung: 31. Mai 2006 Verkäufe: + 200.000 |
| 2006 | Koisuru Otome Sakura Saku Machi Monogatari                                                 | JP15 Platin (Digital) + Gold (Streaming) · (7 Wo.)JP                                                                                           | Erstveröffentlichung: 18. Oktober 2006 Verkäufe: + 350.000 |
| 2006 | Ryuusei Miracle Sakura Saku Machi Monogatari                                               | JP22 (8 Wo.)JP | Erstveröffentlichung: 6. Dezember 2006 Verkäufe: + 20.000 |
| 2007 | Uruwashiki Hito / Seishun no Tobira Sakura Saku Machi Monogatari                           | JP17 Gold (Mobile Downloads) · (6 Wo.)JP | Erstveröffentlichung: 14. Februar 2007 Verkäufe: + 100.000 |
| 2007 | Natsuzora Graffiti / Seishun Line Life Album                                               | JP10 Platin (Digital) + Gold (Mobile Downloads) · (13 Wo.)JP                                                                                   | Erstveröffentlichung: 8. August 2007 Verkäufe: + 350.000 |
| 2007 | Akaneiro no Yakusoku Life Album                                                            | JP7 Platin (Mobile Downloads) · (15 Wo.)JP | Erstveröffentlichung: 24. Oktober 2007 Verkäufe: + 250.000 |
| 2008 | Hana wa Sakura Kimi wa Utsukushi Life Album                                                | JP7 ×2Doppelplatin (Digital) · (13 Wo.)JP | Erstveröffentlichung: 30. Januar 2008 Verkäufe: + 500.000 |
| 2008 | Kaeritakunatta yo My Song Your Song                                                        | JP7 ×2Gold + Doppelplatin (Mobile Downloads) · (19 Wo.)JP                                                                                      | Erstveröffentlichung: 16. April 2008 · Verkäufe: + 1.100.000 · + JP: ×2Doppelplatin (Klingelton)                                                                                     |
| 2008 | Blue Bird My Song Your Song                                                                | JP3 ×3Gold + Dreifachplatin (Digital) · (29 Wo.)JP                                                                                             | Erstveröffentlichung: 9. Juli 2008 · Verkäufe: + 1.350.000 · + JP: ×2Doppelplatin (Klingelton) , + JP: Gold (Streaming)                                                              |
| 2008 | Planetarium My Song Your Song                                                              | JP5 Gold (Mobile Downloads) · (10 Wo.)JP | Erstveröffentlichung: 15. Oktober 2008 Verkäufe: + 100.000 |
| 2008 | Kimagure Romantic My Song Your Song                                                        | JP4 ×2Doppelplatin (Digital) + Gold (Streaming) · (11 Wo.)JP                                                                                   | Erstveröffentlichung: 3. Dezember 2008 Verkäufe: + 500.000 |
| 2009 | Futari Hajimari no Uta                                                                     | JP7 Gold + Platin (Mobile Downloads) · (13 Wo.)JP                                                                                              | Erstveröffentlichung: 27. Mai 2009 Verkäufe: + 350.000 |
| 2009 | Hotaru no Hikari Hajimari no Uta                                                           | JP5 Platin (Digital) · (14 Wo.)JP | Erstveröffentlichung: 15. Juli 2009 Verkäufe: + 250.000 |
| 2009 | Yell / Joyful Hajimari no Uta                                                              | JP2 ×3Gold + Dreifachplatin (Digital) · (45 Wo.)JP                                                                                             | Erstveröffentlichung: 23. September 2009 · Verkäufe: + 3.100.000 · + JP: Diamant (Digital Yell), + JP: ×3Dreifachplatin (Klingelton Joyful) , + JP: ×2Doppelplatin (Klingelton Yell) |
| 2009 | Nakumonka Hajimari no Uta                                                                  | JP6 Gold (Mobile Downloads) · (11 Wo.)JP | Erstveröffentlichung: 11. November 2009 Verkäufe: + 100.000 |
| 2010 | Nostalgia Members Best Selection                                                           | JP3 Gold (Mobile Downloads) · (12 Wo.)JP | Erstveröffentlichung: 10. März 2010 Verkäufe: + 100.000 |
| 2010 | Arigatou Members Best Selection                                                            | JP2 Platin + Diamant (Mobile Downloads) · (84 Wo.)JP                                                                                           | Erstveröffentlichung: 5. Mai 2010 · Verkäufe: + 2.000.000 · + JP: ×3Dreifachplatin (Klingelton)                                                                                      |
| 2010 | Kimi ga Iru Members Best Selection                                                         | JP4 Gold + Platin (Digital) · (11 Wo.)JP | Erstveröffentlichung: 4. August 2010 Verkäufe: + 350.000 |
| 2011 | Warattetainda / New World Music Newtral                                                    | JP5 Gold (Mobile Downloads) · (20 Wo.)JP | Erstveröffentlichung: 20. Juli 2011 Verkäufe: + 100.000 |
| 2011 | Aruite Ikou Newtral                                                                        | JP9 ×2Gold + Doppelplatin (Digital) · (17 Wo.)JP                                                                                               | Erstveröffentlichung: 23. November 2011 Verkäufe: + 600.000 |
| 2012 | Itsudatte Bokura wa Newtral                                                                | JP4 Gold (Digital) · (7 Wo.)JP | Erstveröffentlichung: 18. Januar 2012 Verkäufe: + 100.000 |
| 2012 | Haru Uta I                                                                                 | JP4 Gold + Platin (Digital) · (12 Wo.)JP | Erstveröffentlichung: 25. April 2012 Verkäufe: + 350.000 |
| 2012 | Kaze ga Fuiteiru I                                                                         | JP3 Gold + Platin (Digital) · (28 Wo.)JP | Erstveröffentlichung: 18. Juli 2012 Verkäufe: + 350.000 |
| 2013 | 1 2 3 ~Koi ga Hajimaru~ I                                                                  | JP9 Gold (Digital) · (7 Wo.)JP | Erstveröffentlichung: 5. Juni 2013 Verkäufe: + 100.000 |
| 2013 | Egao I                                                                                     | JP5 Gold + Platin (Digital) · (12 Wo.)JP | Erstveröffentlichung: 10. Juli 2013 · Verkäufe: + 350.000 · + JP: Gold (Streaming)                                                                                                   |
| 2014 | Love Song wa Tomaranaiyo Fun! Fun! Fanfare!                                                | JP6 Gold (Digital) · (9 Wo.)JP | Erstveröffentlichung: 9. Juli 2014 Verkäufe: + 100.000 |
| 2014 | Jōnetsu no Spectrum/Namida ga Kieru Nara Fun! Fun! Fanfare!                                | JP10 Platin (Digital) · (15 Wo.)JP | Erstveröffentlichung: 15. Oktober 2014 Verkäufe: + 250.000 |
| 2014 | Golden Girl Fun! Fun! Fanfare!                                                             | JP13 (7 Wo.)JP | Erstveröffentlichung: 12. November 2014 Verkäufe: + 16.189 |
| 2015 | Anata Chou Ikimonobakari 〜Ten-nen kinen Members BEST Selection〜                          | JP10 Gold (Digital) · (11 Wo.)JP | Erstveröffentlichung: 13. Mai 2015 Verkäufe: + 100.000 |
| 2015 | Love to Peace! / Mudai~Tōku e~ Chou Ikimonobakari 〜Ten-nen kinen Members BEST Selection〜 | JP8 (9 Wo.)JP | Erstveröffentlichung: 3. November 2015 Verkäufe: + 16.384 |
| 2016 | Last Scene / Bokura no Yume –                                                              | JP20 (10 Wo.)JP | Erstveröffentlichung: 24. August 2016 Verkäufe: + 15.751 |

Weitere Lieder
- 2008: 心の花を咲かせよう (JP: Gold (Digital))
- 2012: Kiss Kiss Bang Bang (JP: Gold (Digital))

## Auszeichnungen für Musikverkäufe
Anmerkung: Auszeichnungen in Ländern aus den Charttabellen bzw. Chartboxen sind in ebendiesen zu finden.
| Land/RegionAuszeichnungen für Musikverkäufe (Land/Region, Auszeichnungen, Verkäufe, Quellen) | Gold       | Platin       | Diamant     | Verkäufe   | Quellen            |
| -------------------------------------------------------------------------------------------- | ---------- | ------------ | ----------- | ---------- | ------------------ |
| Japan (RIAJ)                                                                                 | 30× Gold30 | 53× Platin53 | 3× Diamant3 | 18.850.000 | riaj.or.jp JP2 JP3 |
| Insgesamt                                                                                    | 30× Gold30 | 53× Platin53 | 3× Diamant3 |            |                    |